# فيكتوريا لويز أميرة بروسيا
فيكتوريا لويز أميرة بروسيا (بالألمانية: Viktoria Luise von Preußen)‏ (13 سبتمبر 1892 - 11 ديسمبر 1980) كانت الابنة الوحيدة والطفلة الأخيرة للإمبراطور الألماني فيلهلم الثاني والإمبراطورة أوغستا فكتوريا.

## معرض صور

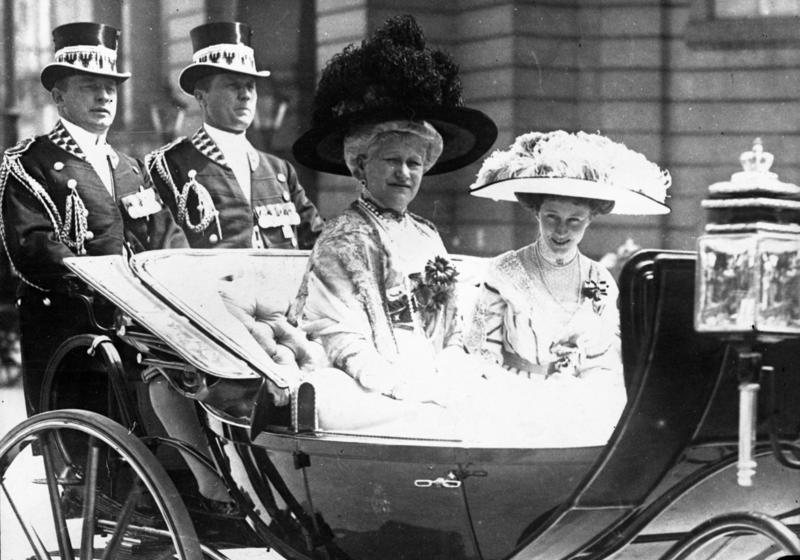
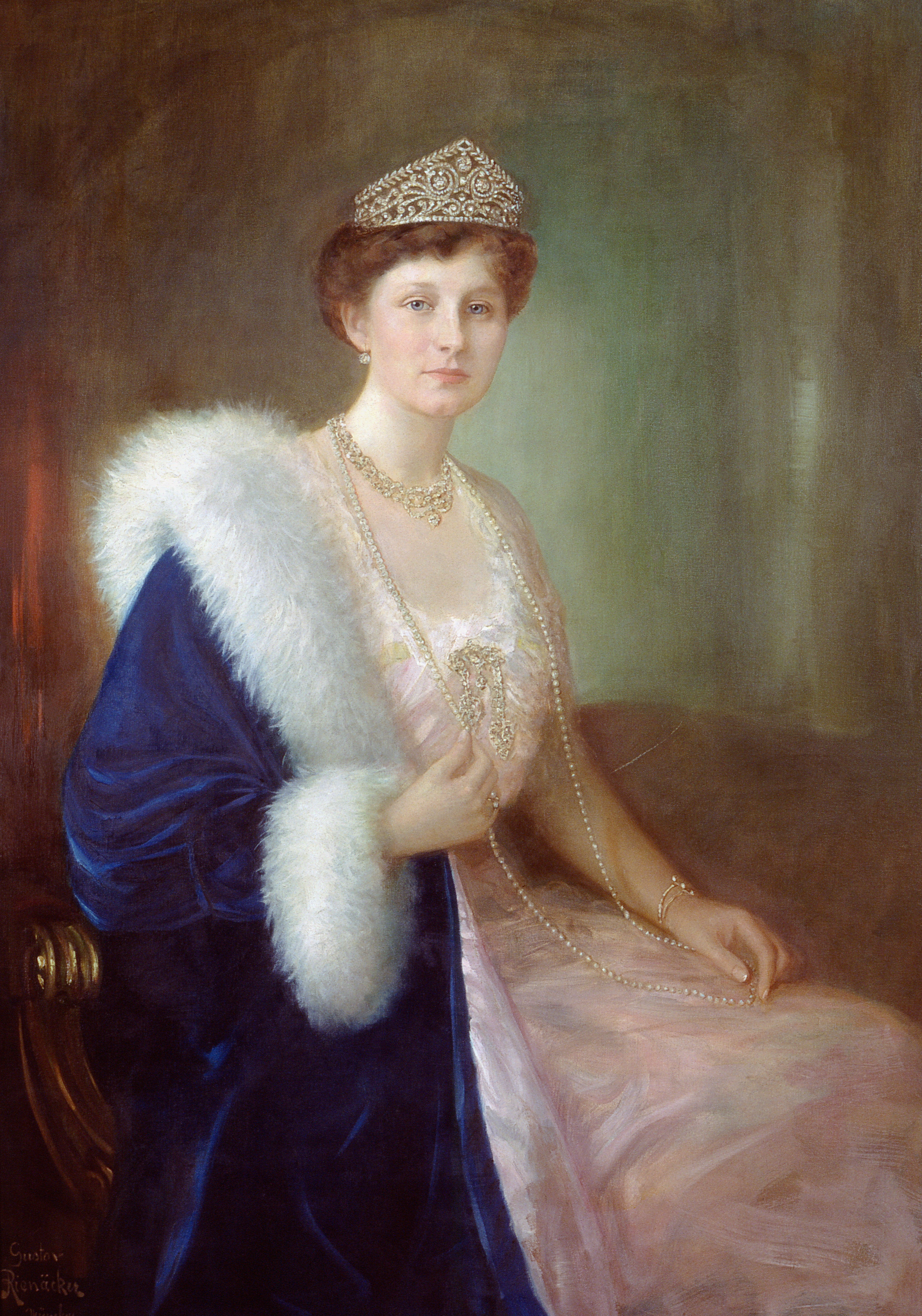
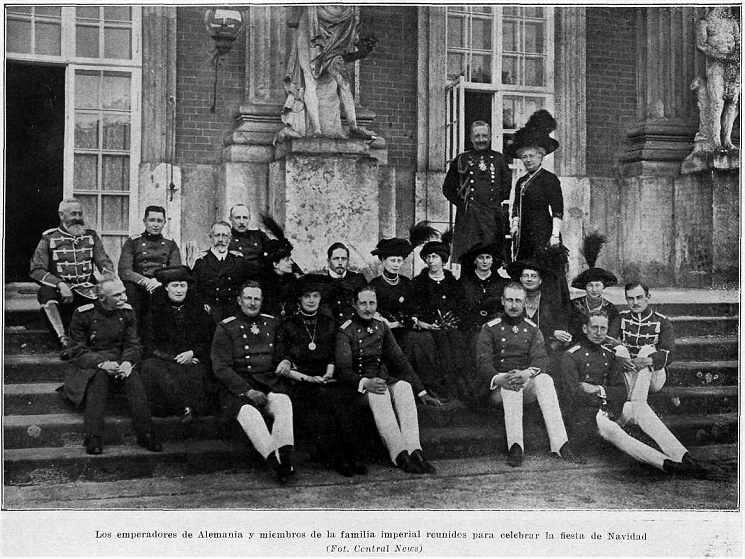
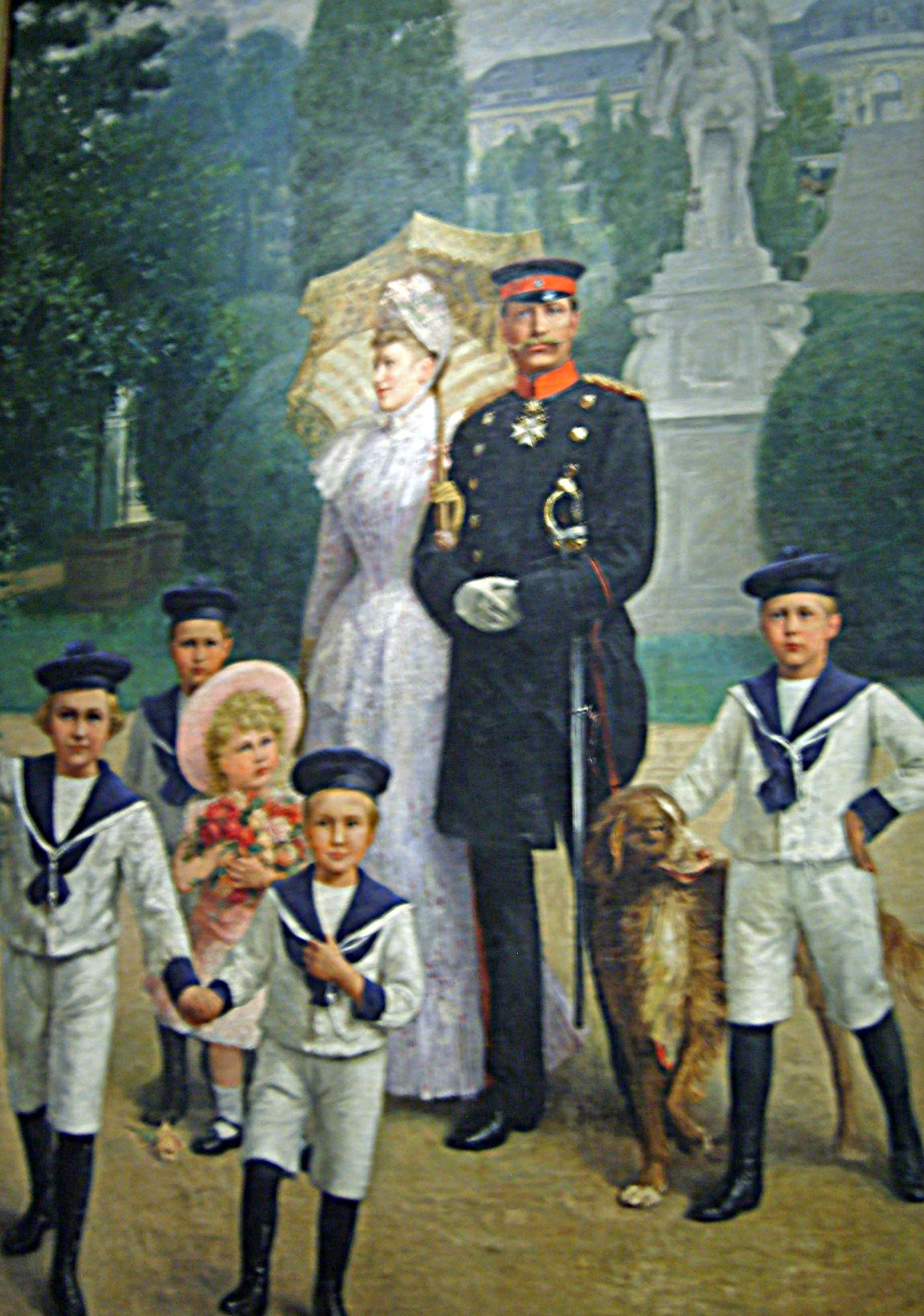

## روابط خارجية
- فيكتوريا لويز أميرة بروسيا على موقع الموسوعة البريطانية (الإنجليزية)
- فيكتوريا لويز أميرة بروسيا على موقع مونزينجر (الألمانية)